# プロスタグランジン受容体
プロスタグランジン受容体（英: prostaglandin receptor）またはプロスタノイド受容体（英: prostanoid receptor）は、典型的な天然プロスタノイド（プロスタグランジンD2（PGD2）、PGE2、PGF2α、プロスタサイクリン（PGI2）、トロンボキサンA2（TXA2）、PGH2など）の1つまたは複数に対して主要な受容体として機能する細胞表面受容体群である。これらの受容体は、選択的に結合し応答するプロスタノイドの種類に応じて命名がなされている。一例として、他のプロスタノイドよりも低濃度でPGI2に応答する受容体は、プロスタサイクリン受容体（IP）と呼ばれている。この原則の例外の1つはトロンボキサンA2受容体（トロンボキサン受容体、TP）であり、この受容体はPGH2とTXA2をほぼ同じ親和性で結合する。
プロスタノイド受容体は全てGタンパク質共役受容体であり、プロスタグランジンDP2受容体を除いてロドプシン様受容体ファミリーのサブファミリーA14に属する。DP2受容体のアミノ酸配列や機能は、C5aやロイコトリエンB4に対する受容体など、走化性因子に対する受容体とより密接に関連している。
プロスタノイド受容体は、主に直鎖多価不飽和脂肪酸（PUFA）であるアラキドン酸の代謝産物に対して結合し、応答する。こうした代謝産物には2つの二重結合が含まれており、2シリーズのプロスタノイドと呼ばれる（PGD2、PGE2、PGF2α、PGI2、TXA2、PGH2など）。一方、アラキドン酸を2シリーズのプロスタノイドへ代謝する酵素は、他の2種類の直鎖PUFAに対しても同様の代謝を行う。γ-リノレン酸はアラキドン酸よりも二重結合が1つ少ない直鎖PUFAであり、二重結合が1つ少ない1シリーズのプロスタノイド（PGD1、PGE1など）へと代謝される。また、アラキドン酸よりも二重結合が1つ多いエイコサペンタエン酸は3シリーズのプロスタノイド（PGD3、PGE3など）へと代謝される。一般的に、2シリーズのプロスタノイドに対する受容体は1、3シリーズのプロスタノイドに対しても応答するが、これらに対する親和性や応答性は若干低い。
プロスタノイド受容体は、9種類の存在が確立されている。下の表では、各受容体の名称、活性化を担うプロスタノイド（効力の強さの順）、平滑筋に対する作用によるcontractile（収縮）、relaxant（弛緩）、inhibitory（弛緩の抑制）への古典的分類、共役し活性化するGタンパク質の種類、調節するシグナル伝達経路を示している。アデニル酸シクラーゼ（AC）が活性化された際には細胞内のcAMP濃度が上昇し、阻害された際には低下する。PI3キナーゼ（PI3K）が活性化された際には、ホスファチジルイノシトール-3-リン酸、ホスファチジルイノシトール-3,4-ビスリン酸、ホスファチジルイノシトール-3,4,5-トリスリン酸が形成される。ホスホリパーゼC（PLC）が活性化された際には、イノシトールトリスリン酸（IP3）とジアシルグリセロール（DAG）が形成される。IP3は細胞質基質のCa2+濃度の上昇を担い、カルシウムシグナリングを制御する。DAGはプロテインキナーゼC（PKC）の活性化を担う。ERK、p38 MAPK、CREBはリン酸化されて活性化され、細胞機能を制御する重要なタンパク質の活性に影響を及ぼす。
| 名称                        | 略称 | 活性化を担うプロスタノイド      | 分類        | 共役Gタンパク質       | 経路                                                    |
| --------------------------- | ---- | ------------------------------- | ----------- | --------------------- | ------------------------------------------------------- |
| プロスタグランジンDP1受容体 | DP1  | PGD2>>PGE2>PGF2α>PGI2=TXA2      | relaxant    | Gs αサブユニット      | AC活性化、cAMP上昇、Ca2+上昇                            |
| プロスタグランジンDP2受容体 | DP2  | PGD2>>PGF2α=PGE2>PGI2=TXA2      | ?           | Gi αサブユニット      | AC阻害によるcAMP濃度の低下                              |
| プロスタグランジンEP1受容体 | EP1  | PGE2>PGF2α=PGI2>PGD2=TXA2       | contractile | Gq αサブユニット      | PLC、IP3、PKC、ERK、p38 MAPK、CREBの刺激                |
| プロスタグランジンEP2受容体 | EP2  | PGE2>PGF2α=PGI2>PGD2=TXA2       | relaxant    | Gs αサブユニット      | ACの刺激、cAMP上昇、β-カテニンとGSK3の刺激              |
| プロスタグランジンEP3受容体 | EP3  | PGE2>PGF2α=PGI2>PGD2=TXA2       | inhibitory  | Gi、G12 αサブユニット | AC阻害、cAMP低下、PLCとIP3の刺激、Ca2+上昇              |
| プロスタグランジンEP4受容体 | EP4  | PGE2>PGF2α=PGI2>PGD2=TXA2       | relaxant    | Gs αサブユニット      | AC、PKA、PI3K、AKT、ERK、p38 MAPK、CREBの刺激、cAMP上昇 |
| プロスタグランジンF受容体   | FP   | PGF2α>PGD2>PGE2>PGI2=TXA2       | contractile | Gq αサブユニット      | PLC、IP3、PKCの刺激、Ca2+上昇                           |
| プロスタサイクリン受容体    | IP   | PGI2>>PGD2=PGE2=PGF2α>TXA2      | relaxant    | Gs αサブユニット      | AC、PKAの刺激、cAMP上昇                                 |
| トロンボキサン受容体        | TP   | TXA2=PGH2>>PGD2=PGE2=PGF2α=PGI2 | contractile | Gq αサブユニット      | PLC、IP3の刺激、Ca2+上昇                                |

ヒト気道上皮細胞BEAS-2Bでは2つ目のPGI2受容体の存在を示唆する間接的なエビデンスが得られているが、推定される受容体は明確には示されていない。